# Albert Ier de Misnie
Pour les articles homonymes, voir Albert Ier.
Albert Ier de Misnie ou Albert Ier le Fier (allemand : Albrecht I der Stolze) (né en 1158 – mort le 24 juin 1195), fut margrave de Misnie de 1190 jusqu'à sa mort en 1195.

## Biographie
Albert, est un membre de la maison de Wettin, il est le fils aîné de Othon Ier le Riche, margrave de Misnie, sa mère est Hedwige de Brandebourg. Son père ne souhaitait pas qu'il assure sa succession comme margrave car il lui préférait son jeune frère Thierry.
Albert refuse d'accepter ce déshéritement et entreprend une guerre contre son père et son frère. En 1188, il fait même son père prisonnier. Sur ordre de l'empereur Frédéric Ier du Saint-Empire il doit lui rendre la liberté mais il obtient le titre de margrave de Misnie. Cependant le conflit avec son frère continue lorsque ce dernier tente de reconquérir le margraviat,.
Après la mort d'Albert en 1195, sans héritier mâle pour lui succéder, la Misnie est saisie par l'empereur Henri VI du Saint-Empire comme fief d'Empire vacant. Son frère Thierry l'Exilé n'entre finalement en possession de son héritage qu'en 1198, après la mort l'année précédente d'Henri VI.

### Union et postérité
Le 23 avril 1186 Albert Ier de Misnie épouse Sophie (morte en 1195) une fille de Frédéric Ier de Bohême dont :
- Christine, mariée à Hartmann de Lobdaburg.

## Source
- (en) Cet article est partiellement ou en totalité issu de l’article de Wikipédia en anglais intitulé « Albert I, Margrave of Meissen » (voir la liste des auteurs), édition du 25 avril 2014.